# Кішки, схожі на Гітлера
Кішки, схожі на Гітлера (англ. Cats That Look Like Hitler!) — сатиричний вебсайт, на якому розміщені фотографії котів, що нагадують образ Адольфа Гітлера. Більшість котів мають під носом шерсть чорного кольору, схожий на вуса у стилі «зубна щітка», які носив відомий диктатор, та інші риси, що додають схожості. Деякі мають діагональні чорні плями на голові, що нагадують чубчик Гітлера. Сайт заснували Коос Плегт (Koos Plegt) та Пол Нев (Paul Neve) у 2006 році. Він став широко відомим після того, як його демонстрували в кількох телевізійних програмах по всій Європі  та Австралії. Станом на лютий 2013 року на сайті опубліковано фотографії понад 7500 котів.
У 2016 році вчені з Університету Бата і Единбурзького університету опублікували результати дослідження причини через яку деякі кішки отримують плямисте забарвлення, у тому числі прямокутні відмітини під носом, схожі на вуса Адольфа Гітлера. Причина — мутація гена kit, яка скорочує швидкість розмноження пігментних клітин. В результаті частина вовни тварин залишається білою, тому що клітин виявляється недостатньо для створення рівного забарвлення.     